# Kasern

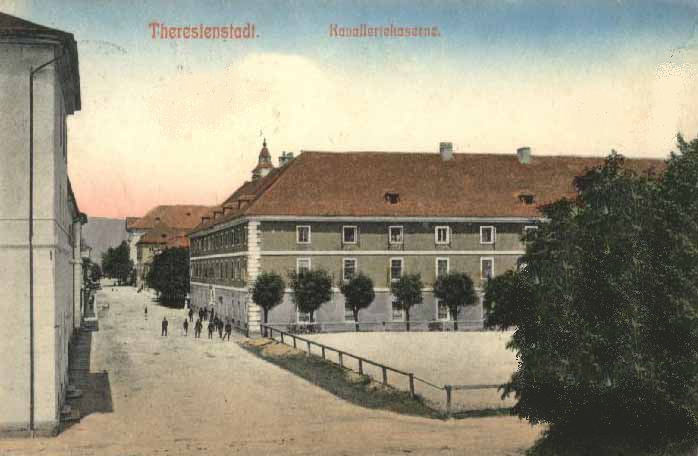
Kavalleriets kasern i garnisonsstaden Terezín uppförd vid slutet av 1700-talet. Vykort från 1910.

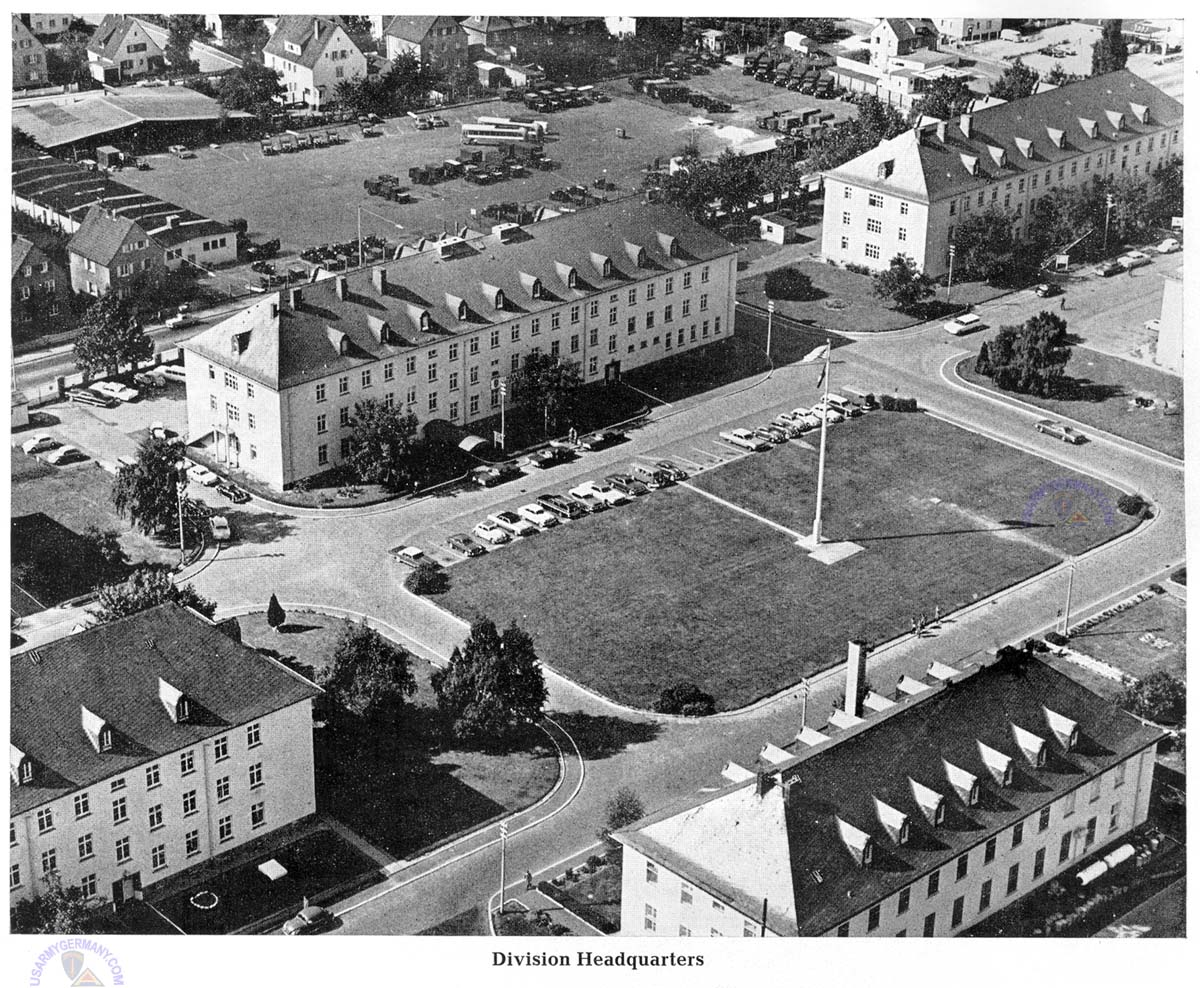
Hindenburgkasernerna, i dag kallade "Rose barracks", i Bad Kreuznach byggda 1936-1938.

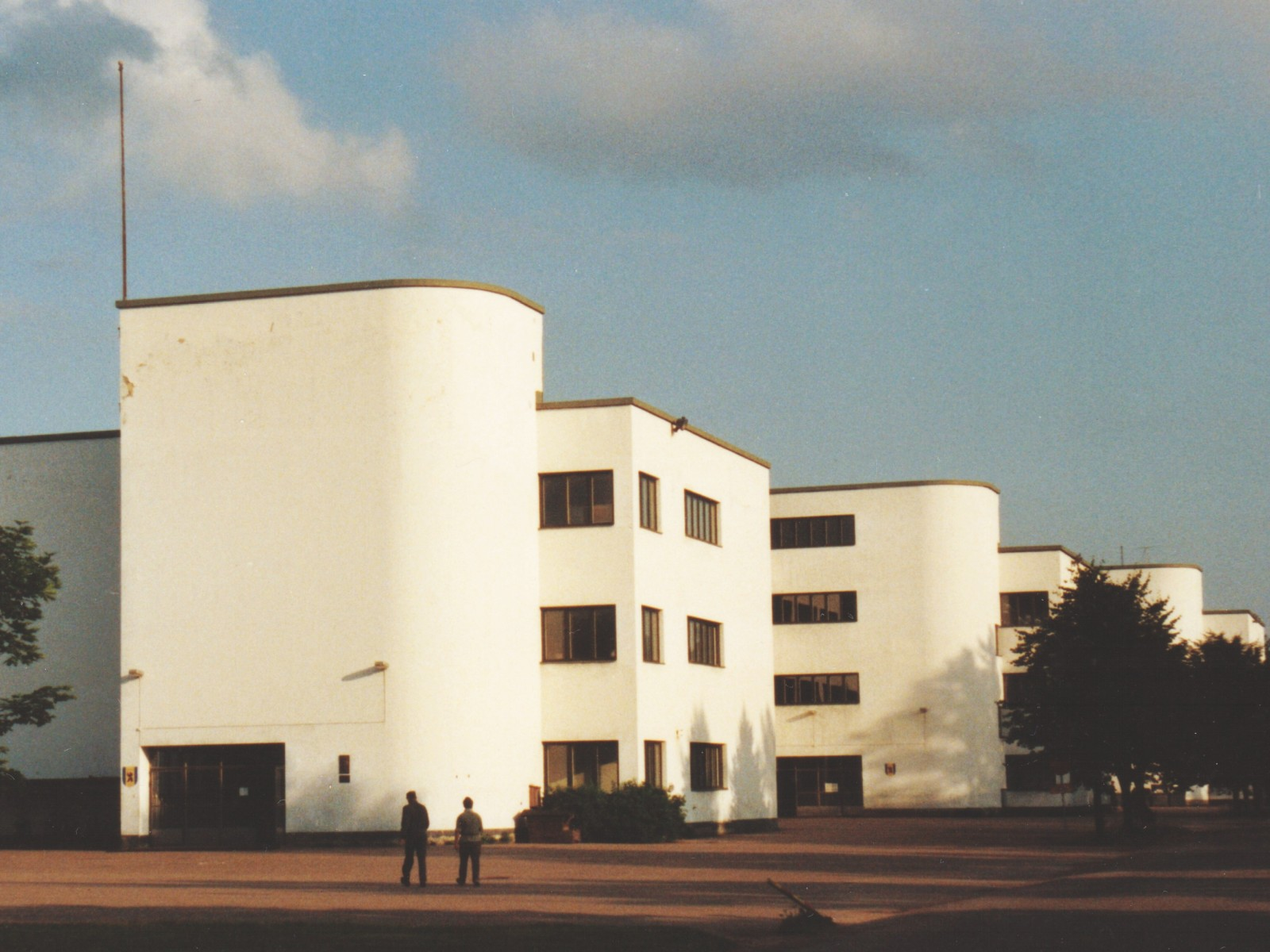
Kasern i Niinisalo, Finland. Uppförd 1935 efter ritningar av arkitekt Kalle Lehtovuori.

En kasern är en byggnad avsedd som stadigvarande bostad för militär personal av i huvudsak lägre grad; meniga och underofficerare. En modern kasern har normalt en eller flera sovsalar, benämnda logement (i Finland: stuga), dusch/tvättrum, dagrum samt utrymmen för förvaring och vård av vapen.
Med kasernområde menas ett militärt i regel instängslat område med kaserngård, kaserner, kanslihus, utspisningslokal, förrådslokaler med mera.
För tillfällig inkvartering av militär personal under kortare tid uppförs baracker som är av provisorisk karaktär.

## Etymologi
Kasern kommer från franskans caserne som ursprungligen betyder ett vakthus för fyra soldater. Det franska ordet härleds i sin tur till provensalska cazerna som betyder grupp av fyra personer, och det latinska quaterna (eller quaterni).
Under senare delen av 1800-talet började ordet även användas om de enkla flervånings hyreshus för arbetare som byggdes vid denna tid. I Sverige kom ordet hyreskasern i bruk, i Tyskland kallades de Mietskaserne.

## Kaserner
Kaserner fanns tidigare endast inom fästningar, där de ibland även var anordnade för försvar, såsom slutvärnet vid Karlsborgs fästning. Kaserner har anordnats efter två huvudsystem. Det äldre Vaubanska (efter Sébastien Le Prestre de Vauban) kan i sin tur indelas i blocksystemet och korridorsystemet. I blocksystemet anordnas kasernerna i en eller flera slutna gårdsfyrkanter. Logementen anordnas kring trapphusen i block. I korridorsystemet läggs logementen på ömse sidor, enligt senare modeller endast åt solsidan i genom byggnaden löpande korridorer.
Paviljongsystemet växte fram i Storbritannien, där man efter Krimkriget inrättade kasernera i ett blocksystem av mindre friliggande en- eller tvåvåningsbyggnader, bestående av ett mittparti med förstuga, underofficersrum, tvättrum med mera samt å ömse sidor, husets hela bredd upptagande logement. I USA inrättades paviljonger i två våningar, där bottenvåningen upptogs av dagrum, bibliotek, tvättrum, matsal, kök med mera och övervåningen bestod av ett enda stort logement med längs våningen löpande verandor.
Sveriges äldsta kasern är Adolf Fredriks kasern i Landskrona, numera benämnd Gamla kasern. Av ursprungligen sex planerade kaserner kom enbart den minsta att uppföras, Gamla Kasern. På kunglig begäran utsågs överintendenten Carl Hårleman till arkitekt. Gamla kasern uppfördes 1751-1760. Förutom att det vid denna tidpunkt var mycket ovanligt att uppföra byggnader för permanent eller långvarig förläggning hyste byggnaden såväl officerare som manskap, med största sannolikhet en nyhet för vårt land. Teglet till Gamla Kasern kom från Glumslöfs bruk, anlagt för byggandet av fästningen. Sandsten till portaler hämtades från Wallåkra och Hittarp, sten till sockel och trappor från Öland. Byggnaden genomgick inte några större förändringar förrän på 1870-talet då den militärstrategiska utvecklingen därpå följande avvecklingen av Citadellet gav Gamla Kasern en allt mer framträdande roll. För att rymma chefsexpeditioner, adjutantbostäder, samlingsrum för officerare, kompletterande logement och beklädnadsförråd byggdes byggnaden på med en våning 1874. Gamla Kasern användes för militära ändamål t.o.m. 1926. Landskrona kommun förvärvade byggnaden 1932, varefter den huvudsakligen används inom den kommunala verksamheten. Museet har varit inrymt här sedan 1934, fram till 1976 delades utrymmena med andra förvaltningar. Gamla Kasern är uppförd i rödgult tegel med rusticerande hörnkedjor och lisener i ljus puts. Mansardtaket är täckt med röd plåt och rött enkupigt vingtegel. Byggnadens västra del, ursprungligen avsedd för officerarna, är något bredare än den östra. Västra gaveln, den förnämsta, är smyckad med en konstfullt utformad portal. År 1874-1876 uppfördes ett nytt förrådshus åt artilleriet, Tyghuset. Arkitekten är okänd. Byggnaden i medeltidsinspirerad rundbågestil är av gult tegel med cementdekorationer. Det valmade taket är täckt med svart järnplåt. I samband med husarernas övertagande 1908 genomfördes en del förändringar, bl.a. tillkom celler och arrest i byggnadens östra del, i övrigt användes huset som matsal. 1933 förvärvade Landskrona kommun Tyghuset. Huset rymmer idag kommunala förvaltningar och fritidsverksamhet. Förändringar har skett, de största invändigt.
En annan gammal anpassad kasern som byggdes i Sverige var Borgerskapets kasern i Göteborg som uppfördes åren 1793-1799 efter ritningar av Carl Wilhelm Carlberg. I mitten av 1870-talet var i Sverige endast den värvade delen av regementen och kårer förlagda i kaserner, varav många inte var avpassade för ändamålet. Svea artilleriregemente var bland annat inrymda i förhyrda lokaler i Stockholm. 1876 tillsattes en kommitté av militärläkare, för att förbättra hygienen bland de i kaserner förlagda trupperna. 1879 kom dess utlåtande i form av ett förslag till hygieniska och sanitära föreskrifter angående kaserner, där paviljongsystemet förordades. Av ekonomiska skäl kom dock ett korridorsystem med kaserner i två våningar och tre våningars ändpartier att i huvudsak tillämpas i enlighet med en av Kunglig Majestät 1879 fastställd ritning och 1883 fastställs tabell över byggnader med mera. Här bestämdes en luftkub av 15 kubikmeter luft, motsvarande en golvyta av 4,2 kvadratmeter per man i ett logement. Dessa principer användes då gardeskasernerna i Stockholm på 1880-talet samt efter 1892 års härordningsbeslut kaserner för en del kavalleri- och artilleriregementen, där dock kasernerna för Skånska dragonregementet och Wendes artilleriregemente med hänvisning till Skånes mildare klimat byggdes enligt ett modifierat block-paviljonsystem.
Sedan 1901 års riksdag beviljat medel, föreslog en 1902 förordnad parlamentarisk kommitté bland annat att tvåvåningskaserner av kostnadshänsyn skulle ersättas med fyravånings. Samtidigt avsågs byggnad av 25 nya kasernområden, utvidgning och ändring av 12 äldre sådana och dessutom uppförandet av 45 mäss- eller sjukhusbyggnader. 1902-1912 fullbordades 21 nya kasernområden, varvid dock de nybyggda kasernerna i Boden endast erhöll tre våningar. Då kostnaden för kasernerna visat sig överstigit de beräknade kom den 1907 tillsatta Arméns kasernbyggnadsnämnd att föreslå att man lade ut byggandet på civila byggföretag. Enligt planen skulle byggandet av samtliga kaserner ha påbörjats 1908-1917, men genom förseningar kom hälften av de kvarvarande kaserner att uppföras först 1917-1922.

## Exempel på kaserner

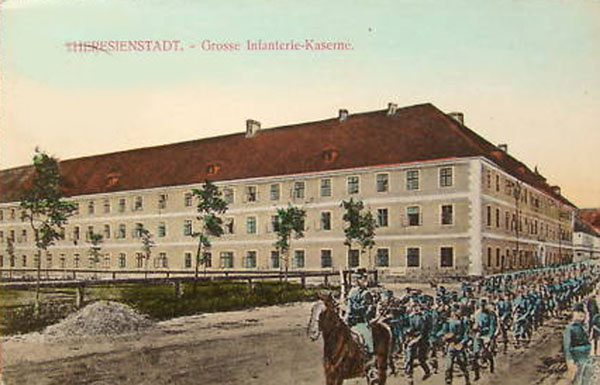
Block- eller kvarterskasern i Theresienstadt, 1785.
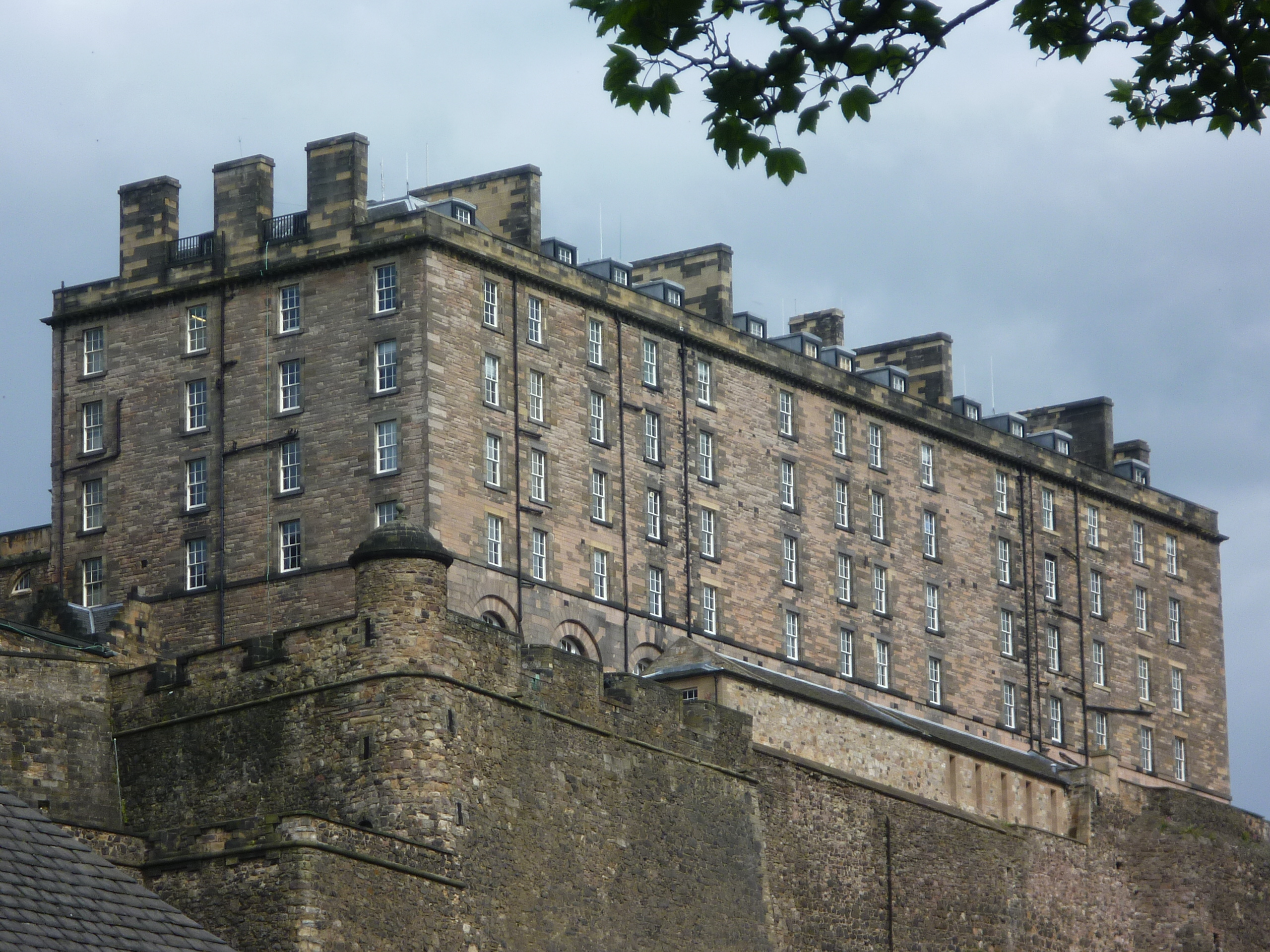
Kasern i Edinburgh Castle, 1795.
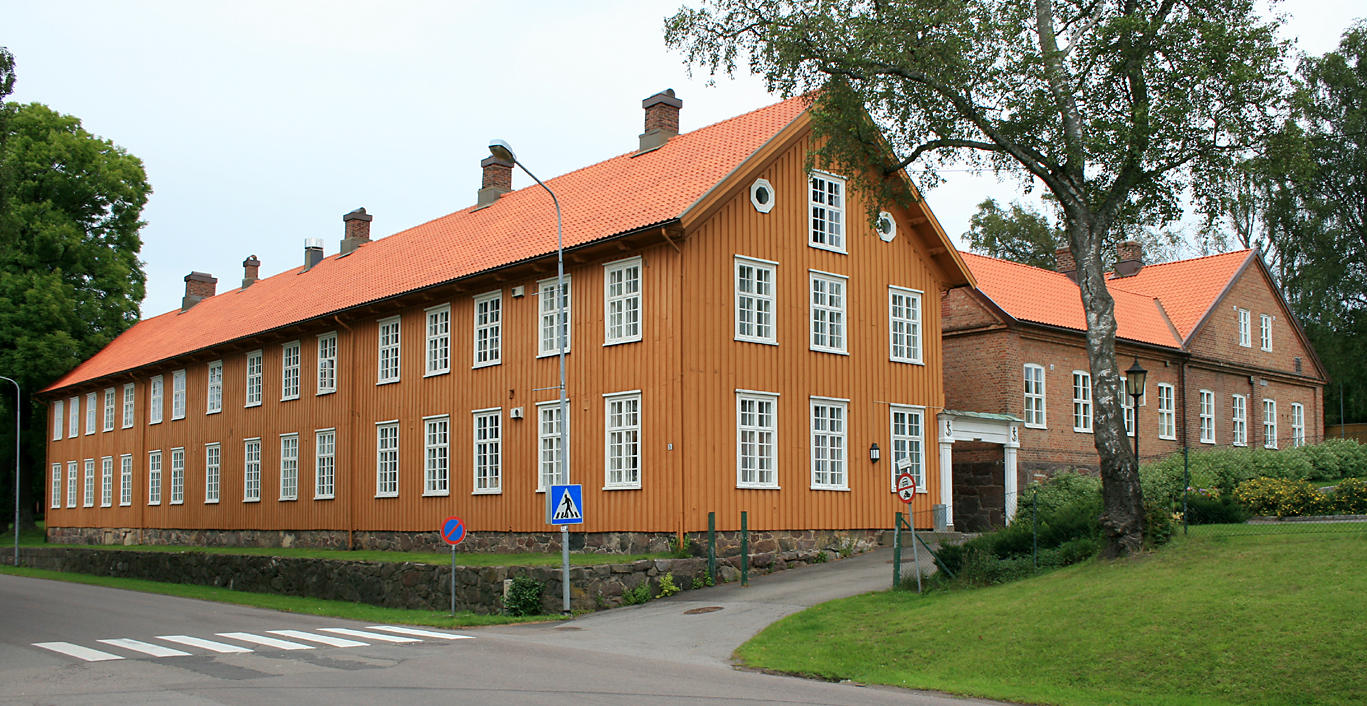
Kaserner i Karljohansvern, Horten, Norge, 1851
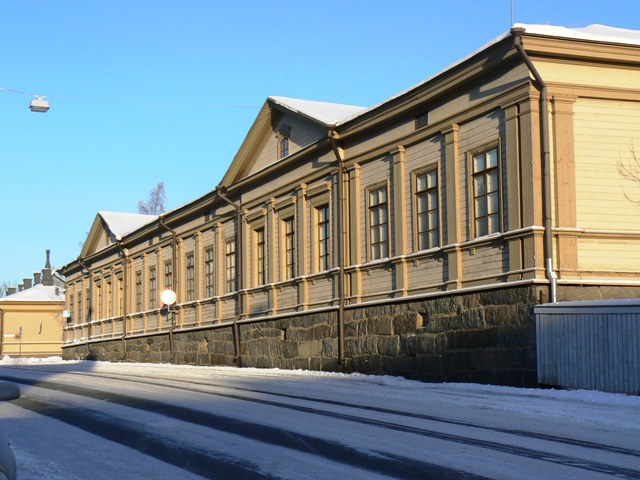
Kaserner i Vasa, Finland, 1882
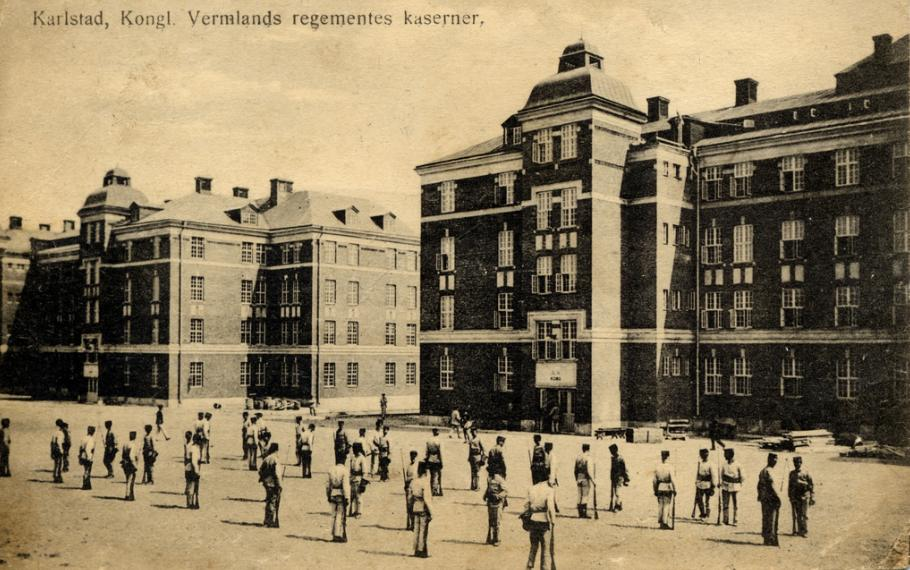
Kaserner i Kasernhöjden, Karlstad, 1913
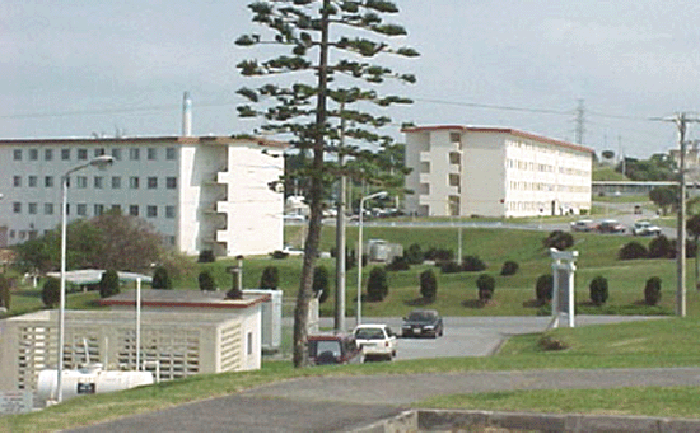
U.S. marinbas Camp Courtney, Uruma, Japan, 1956